# Listă de orașe din statul Nebraska

Pagina este o listă alfabetică a orașelor din statul  Nebraska,  Statele Unite ale Americii.

## A
- Ainsworth
- Albion
- Alliance
- Alma
- Arapahoe
- Ashland
- Atkinson
- Auburn
- Aurora

## B
- Bassett
- Battle Creek
- Bayard
- Beatrice
- Beaver City
- Bellevue
- Benkelman
- Bennington
- Blair
- Bloomfield
- Blue Hill
- Blue Springs
- Breslau
- Bridgeport
- Broken Bow
- Burwell

## C
- Cambridge
- Central City
- Chadron
- Chappell
- Clarkson
- Clay Center
- Columbus
- Cozad
- Crawford
- Creighton
- Crete
- Crofton
- Curtis

## D
- Dakota City
- David City
- Deshler

## E
- Edgar
- Elgin
- Elkhorn

## F
- Fairbury
- Fairfield
- Falls City
- Firth
- Fort Calhoun
- Franklin
- Fremont
- Friend
- Fullerton

## G
- Geneva
- Genoa
- Gering
- Gibbon
- Gordon
- Gothenburg
- Grand Island
- Grant
- Gretna

## H
- Hartington
- Harvard
- Hastings
- Hebron
- Henderson
- Hickman
- Holdrege
- Hooper
- Humboldt
- Humphrey

## I
- Imperial
- Indianola

## K
- Kearney
- Kimball

## L
- Laurel
- La Vista
- Lexington
- Lincoln
- Long Pine
- Louisville
- Loup City
- Lyons

## M
- Madison
- McCook
- Milford
- Minatare
- Minden
- Mitchell

## N
- Nebraska City
- Neligh
- Nelson
- Newman Grove
- Norfolk
- North Bend
- North Platte

## O
- Oakland
- Ogallala
- Omaha
- O'Neill
- Ord
- Osceola
- Oshkosh
- Osmond

## P
- Papillion
- Pawnee City
- Peru
- Pierce
- Plainview
- Plattsmouth
- Ponca

## R
- Ralston
- Randolph
- Ravenna
- Red Cloud
- Rushville

## S
- St. Edward
- St. Paul
- Sargent
- Schuyler
- Scottsbluff
- Scribner
- Seward
- Sidney
- South Sioux City
- Springfield
- Stanton
- Stromsburg
- Superior
- Sutton
- Syracuse

## T
- Tecumseh
- Tekamah
- Tilden

## V
- Valentine
- Valley

## W
- Wahoo
- Wakefield
- Waterloo
- Waverly
- Wayne
- Weeping Water
- West Point
- Wilber
- Wisner
- Wood River
- Wymore

## Y
- York
- Yutan